# Петър Ненов
Петър Ненов Петров е български журналист и писател.

## Биография
Петър Ненов Петров е роден на 18 май 1930 г. в град София. Починал на 2 май 1990 г.
Завършва Втора мъжка гимназия и българска филология в Софийския университет. През 1953 г. с конкурс постъпва на работа в Младежката редакция на Българското национално радио и в рамките на три години достига до длъжността отговорен редактор още на 26 години.
Започва да пише разкази, повести, художествено-документални романи, радиопиеси, новели. Книгата за Боян Чонос „Ще ви разкажа за моя син“, чиято литературна обработка прави, става популярна, вече е публикувана „Млади миньори“ (1955). Следват „Само обич не стига“ (1957), „Хората, птиците и хоризонтите“, „Смъртта не побеждава всяко сърце“ (1961) – художествено документален роман за ремсиста Александър Димитров-Сашо, който претърпява няколко издания. Достига до поста заместник главен редактор в БНР.
Пише художествено-документалните романи „Смъртните присъди на Антон Прудкин (Капитан Бързий)“, „Обичай и няма да умреш“ (за легендарния командир на Видинския партизански отряд Живко Пуев – Димо). Неиздадени са „Пророчествата на куршумите“, филмови и телевизионни новели, повестта „Птица сред пламъци“. Автор на разкази, очерци, есета, публикувани във вестници, списания и множество сборници. Дава името на Радиостанция „Хоризонт“, от която години по-късно вземат името, за да го дадат на „Програма I“, а той дава новото име на радиостанцията – „Младост“.
Член на Съюза на българските журналисти.
Сред близките му приятели са писателите Пеньо Пенев, Анастас Стоянов, Георги Константинов, Димитър Точев - Дунавец, Димитър Светлин, Иван Бориславов, Матей Шопкин, Любомир Левчев, Никола Инджов, Петко Братинов, Тодор Монов, Янко Димов, Христо Черняев, Георги Георгиев, Борис Вулжев, Боян Ангелов и много др., които разказват спомени за него в книгата „Последният бохем“, издадена 15 години след неговата смърт.

## Награди и отличия
Награждаван е с много ордени и медали, някои за храброст по време на запас в армията, когато е обезвреждал неизбухнали пехотни мини с риск на живота си:
- орден „Кирил и Методий“ – I степен;
- орден „Кирил и Методий“ – ІI степен;
- медал за заслуги за сигурността и обществения ред от Министерството на вътрешните работи;
- медал за заслуги към МНО;
- медал за заслуги към Строителните войски…

## Творчество
Има стотици публикации в периодичния печат на документални разкази и очерци, а в по-ранните години и на стихове. И участия в много сборници.

### Книги
- Само обич не стига: Повест / – София: Нар. младеж, 1957. – 208 с
- Сашо: Худож. – докум. повест за Александър Димитров – Сашо / Петър Ненов. – 4. изд. – София: Народна младеж, 1984. – 296 с., 4 л.: портр., ил.; 1. изд. 1961 със загл. Смъртта не побеждава всяко сърце.
- Светли хоризонти: Очерк за бригадата за ударен комунистически труд на Петър Марковски / – София: Нар. младеж, 1960. – 40 с.: с ил.
- Смъртта не побеждава всяко сърце: Повест за Александър Димитров – Сашо / – 2. осн. прераб. изд. – София: Нар. младеж, 1966. – 472 с., 1 л.: портр. 1. изд. 1961.
- Смъртните присъди на Антон Прудкин: Капитан Бързий: [Биогр.] роман / – 2. прераб. изд. – София: Воен. изд., 1986. – 383 с. 1. изд. 1981 в Библ. Невидимият фронт.
- Обичай и няма да умреш: Биогр. роман за Живко Пуев – Димо / Петър Ненов. – София: Нар. младеж, 1986 (Варна: Ст. Добрев-Странджата). – 315 с.
- Сашо/ Петир Ненов; Пер. с болг. 3 болгарськоj переклав Андрjй Лисенко. – Видавництво ЦК ЛКМСУ „Молодь“, Киев, 1976. – 264 с.

### Литературна обработка
- Чонос, Цена Ще ви разкажа за моя син [Боян Чонос] / Цена Чонос; Лит. обраб. Петър Ненов. – 3. изд. – София: Нар. младеж, 1969. – 199 с., 8 л. портр., ил. 1.	изд. 1958. – 20 100 тир.
- Чонос, Цена Расскажу вам о моем сыне / Цена Чонос; Лит. обраб. Петра Ненова; Пер. с болг. Н. В. Григорьевой. – София: Изд. лит. на иностр. языках, 1961. – 234 с.